# Pierre-Philippe Choffard
Pierre-Philippe Choffard (19 mars 1730 - 7 mars 1809) est un dessinateur et graveur français, qui fut un remarquable ornemaniste d'ouvrages.

## Parcours

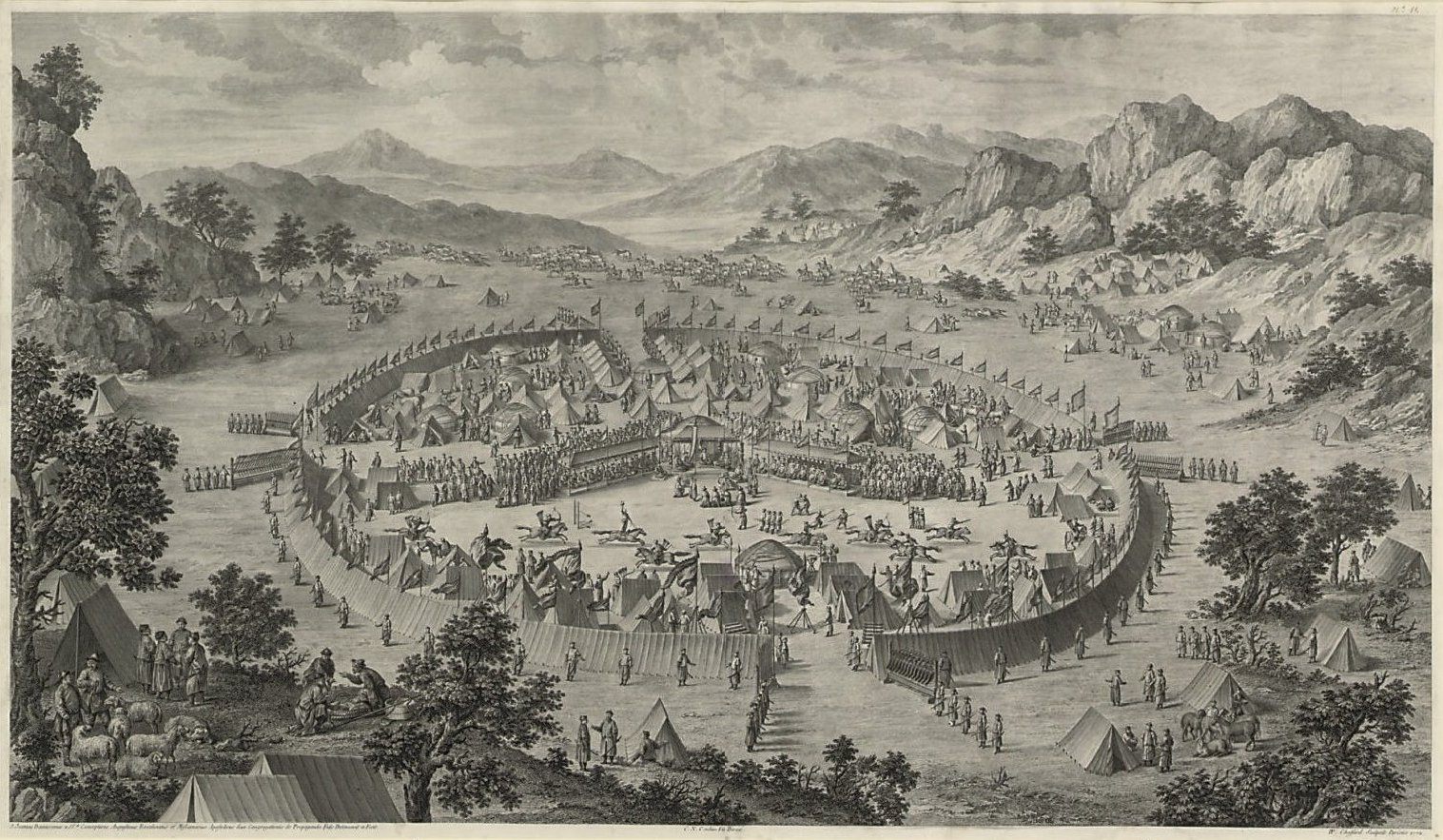
Le Khan du Badakhsan demande à se soumettre, gravure de Choffart (1772) d'après un dessin de Damascene (74 x 105 cm).

Pierre-Philippe Choffard reçoit à Paris la formation de Guillaume Dheulland et Pierre-Edme Babel.
Choffard (qui signait P.P. Choffard) est l'illustrateur et l'ornemaniste de quelques classiques (La Fontaine, Racine, Bussy-Rabutin), de contemporains (Imbert, Rousseau, Delille), et de nombreux essais savants dont un Traité des horloges marines.
Sous la direction de Basan et Le Mire, il collabore à l'édition in-quarto des Métamorphoses d’Ovide en 4 volumes chez Jean-Baptiste Despilly et Noël-Jacques Pissot (1767-1771), illustrée par les meilleurs graveurs de l’époque. Il exécute principalement des vignettes délicates et inventives, pour des pages de titre.
Il fut également du grand projet franco-chinois intitulé Les Conquêtes de l'empereur de la Chine commandé aux jésuites Jean-Denis Attiret, Giuseppe Castiglione, Ignace Sichelbart et Jean Damascene, une série de 16 grandes gravures coordonnée par Charles Nicolas Cochin le fils, cuivres exécutés à Paris entre 1766 et 1774 pour le compte du souverain Qianlong.

## Oeuvres en collections publiques
- Les Conquêtes de l'Empereur de Chine, BNF, Chalcographie du Musée du Louvre & British Museum
- Nemours, Château-Musée : Étienne Bezout (1730-1783), mathématicien, 1775, burin sur papier vergé, 18,2 x 17,6 cm. 1905.34.1.

## Illustrations d'ouvrage
- Ferdinand Berthoud
  - Essai sur l'horlogerie dans lequel on traite de cet art relativement à l'usage civil, à l'Astronomie et à la Navigation, t. 1, Paris, J.Cl. Jombert, Musier et Charles-Joseph Panckoucke, 1763, LV et 477 p. (OCLC 606170579, BNF 30096172, lire en ligne)
  - Essai sur l'horlogerie dans lequel on traite de cet art relativement à l'usage civil, à l'Astronomie et à la Navigation, t. 2, Paris, J.Cl. Jombert, Musier et Charles-Joseph Panckoucke, 1768, VIII et  452 (OCLC 606170579, BNF 30096172, lire en ligne).

Pour cet ouvrage en deux volumes Choffard réalise 38 gravures en double page.
- Jean de La Fontaine :
  - Contes et nouvelles en vers, vol. 1, Paris - Amsterdam, Barbou, Joseph-Gérard, 1762, XIV - 268 p. (lire en ligne)
  - Contes et nouvelles en vers, vol. 2, Paris - Amsterdam, Barbou, Joseph-Gérard, 1762, VIII - 306 p. (lire en ligne)

Pour cette édition dite des Fermiers généraux, Choffard exécute les dessins et gravures de tous les culs-de-lampe.
- Joseph Louis Ripault-Desormeaux
  - Histoire de la maison de Bourbon, t. I, Paris, 1772, 556 p. (lire en ligne).
  - Histoire de la maison de Bourbon, t. II, Paris, 1776, 662 p. (lire en ligne).
  - Histoire de la maison de Bourbon, t. III, Paris, 1782, 673 p. (lire en ligne).
  - Histoire de la maison de Bourbon, t. IV, Paris, 1786, 586 p. (lire en ligne).
  - Histoire de la maison de Bourbon, t. V, Paris, 1788, 646 p. (lire en ligne).

## Œuvres écrites
- Pierre-Philippe Choffard, Notice historique sur l'art de la gravure en France, Paris, Pichard et Pélicier, 1804, XIII-62 p. (OCLC 457667365, BNF 30239092, lire en ligne).